# Alejandro Mestre Descals
Alejandro Mestre Descals SJ (* 12. Dezember 1912 in Cuart de Poblet, Spanien; † 26. Juni 1988) war Koadjutorerzbischof von La Paz.

## Leben
Alejandro Mestre Descals trat der Ordensgemeinschaft der Jesuiten bei und empfing am 30. Juli 1943 das Sakrament der Priesterweihe.
Am 6. März 1976 ernannte ihn Papst Paul VI. zum Titularbischof von Tigisi in Mauretania und bestellte ihn zum Weihbischof in Sucre. Der Erzbischof von Sucre, Josef Clemens Kardinal Maurer CSsR, spendete ihm am 1. Mai desselben Jahres die Bischofsweihe; Mitkonsekratoren waren der Apostolische Nuntius in Bolivien, Erzbischof Giuseppe Laigueglia, und der Bolivianische Militärbischof, René Fernández Apaza.
Am 28. Juni 1982 ernannte ihn Papst Johannes Paul II. zum Koadjutorerzbischof von La Paz und erhob ihn zum Titularerzbischof. Johannes Paul II. nahm am 24. Februar 1987 das von Alejandro Mestre Descals aus Altersgründen vorgebrachte Rücktrittsgesuch an.